# Новиков, Евгений Михайлович
Евгений Михайлович Новиков  (род. 1 февраля 1945, Москва, СССР) — советский пловец. Чемпион СССР и Европы в плавании вольным стилем. 

## Биография
Выступал за «Динамо» (Москва) в 1962—1966 годах. Подготовлен тренерами Юрием Владимировичем Казаковым и Фелицатой Борисовной Житковой.
Специализировался в плавании вольным стилем. Входил в состав сборной СССР в 1964—1966 годах.
Чемпион СССР (1963) в эстафете 4х200 м вольным стилем. Серебряный (1964)  и бронзовый (1963, 1966) призёр чемпионатов СССР на дистанциях вольного стиля.
Пятикратный рекордсмен СССР (1963—1965).
Чемпион Европы (1966) в эстафете 4х200 м вольным стилем.
Участник Олимпийских Игр в Токио (1964).
Окончил МГУ.